# Parentium
Parentium (grec antic: Παρέντιον) va ser una ciutat d'Ístria a la costa oest, a unes 30 milles romanes al nord de Pula, segons Plini el Vell, Claudi Ptolemeu i els Itineraris.
Probablement va ser un establiment dels istris sobre el que es va edificar la ciutat romana. Plini el Vell l'esmenta com a oppidum civium romanorum, i sembla que era una de les ciutats més importants de la província. Va ser una colònia sota Trajà, anomenada Colonia Ulpia Parentium.
Com altres ciutats d'Ístria, la seva època més important va ser al final de l'Imperi Romà d'Occident. Modernament es va dir Parenzo i des del 1921 Poreč.